# Iván Duque Márquez
Iván Duque Márquez (Bogotá, 1 de agosto de 1976) é um advogado e político colombiano. Foi presidente da Colômbia de 7 de agosto de 2018 até 7 de agosto de 2022, foi também senador da República de Colômbia de 20 de julho de 2014 até 10 de abril de 2018. Trabalhou como representante da Colômbia ante ao Banco Interamericano de Desenvolvimento BID.
Duque é advogado com especialização em Filosofia e Humanidades da Universidade Sergio Arboleda. Em sua formação, conta com estudos executivos em negociação estratégica, políticas de alavancagem ao setor privado e gerencia de capital de risco de curta duração na Escola de Negócios e Governo da Universidade de Harvard.
Em 11 de março de 2018, Duque venceu os pré-candidatos Marta Lucía Ramírez e Alejandro Ordóñez na Grande consulta por Colômbia, sendo escolhido o candidato da direita às eleições presidenciais de 2018. Nesse mesmo dia anunciou-se que Marta Ramírez seria a candidata a vice na chapa de Duque. Em 27 de maio de 2018 foi o vencedor do primeiro turno da eleição presidencial na Colômbia, obtendo 39,14% dos votos, que correspondem a 7 569 693 votos, sendo com isso a votação mais alta na história de um primeiro turno em eleição presidencial na Colômbia. Em 17 de junho de 2018 foi eleito Presidente da República ao vencer o segundo turno da eleição presidencial na Colômbia com 54% dos votos, que correspondem a 10 373 080 votos contra 8 034 189 de seu rival Gustavo, obtendo um novo recorde: a votação mais alta na história de um segundo turno em eleição presidencial na Colômbia. Tomou posse como presidente no dia 7 de agosto de 2018.

## Biografia
Iván Duque Márquez é o filho da cientista política Juliana Márquez Tom e do advogado Iván Duque Escobar (1937-2016), que foi governador da Antioquia entre 1981 e 1982, ex-ministro de minas e energia e registrador nacional do estado civil durante o Governo de Andrés Pastrana. Iván Duque é casado com María Juliana Ruiz, pai de Luciana, Matías e Eloísa, irmão de Andrés e meio irmão de María Paula Duque Samper, esposa do jornalista Néstor Morais.
Iniciou sua carreira profissional em 1999 como consultor na CAF-Banco de Desenvolvimento de América Latina, depois foi assessor do Ministério de Fazenda de Colômbia durante o governo de Andrés Pastrana. Posteriormente, entre 2001 e 2013, trabalhou no Banco Interamericano de Desenvolvimento (BID) como conselheiro principal para Colômbia, Peru e Equador nos diretórios do Banco Interamericano de Desenvolvimento, a Corporação Financeira de Investimentos IIC e o Fundo Multilateral de Investimentos do grupo BID, além de ter sido o chefe da divisão de Cultura, Criatividade e Solidariedade.
Duque também foi assessor internacional do ex-presidente Álvaro Uribe Vélez, dedicado à defesa da democracia e a promoção de Colômbia no exterior. Entre os anos 2010 e 2011 foi assessor da Organização da Organização de Nações Unidas (ONU).
É autor dos livros Maquiavel na Colômbia, O futuro está no centro, IndignAcción e coautor do livro O Efeito laranja. Foi colunista do periódico Portfolio da casa editorial O Tempo na Colômbia.
Iván Duque é casado com a advogada María Juliana Ruiz Sandoval, com quem possui três filhos: Luciana, Matías e Eloisa Duque Ruiz.

## Trajetória política
Para as eleições legislativas de 2014, Duque Márquez fez parte da lista fechada ao Senado da República do movimento político Centro Democrático, encabeçada pelo ex-presidente Álvaro Uribe. Duque ocupou a sétima posição da lista e foi eleito senador para o período 2014-2018. Tomou posse no dia 20 de julho de 2014.
Durante seu período como senador, foi autor de quatro Leis da República:
- Lei 1.822 do 4 de janeiro de 2017, que aumentou a licença de maternidade. O objetivo da lei é que as mães passem o maior tempo com seus filhos recém nascidos, benefício que também se estende a mães de filhos adotivos.[19][20]
- Lei 1.831 do 2 de maio de 2017, para a instalação de desfibriladores em estabelecimentos públicos e lugares de alta frequentação popular com o fim de salvar vidas, em razão do infarto ser a principal causa de morte em Colômbia.[21]
- Lei 1.809 de 29 setembro de 2016, para o uso do seguro- desemprego para pagamento dos seguros educativos, para que mais famílias possam enviar seus filhos à universidade.[22]
- Lei 1.834 do 23 de maio 2017, a Lei Laranja, para a promoção, alavancagem e proteção das indústrias criativas e culturais.[23][24]

Em 10 de dezembro de 2017 foi eleito candidato à Presidência da República de Colômbia pelo partido Centro Democrático para as eleições de 2018. Duque ficou 29,47% pontos percentuais a frente dos outros dois pré-candidatos, Carlos Holmes Trujillo, que obteve o 20,15%, e Rafael Nieto, que obteve 20,06%.
Em janeiro de 2018, anunciou-se a Coalizão da Centro Direita, consulta interpartididária também denominada A Grande Consulta por Colômbia, com os candidatos Iván Duque, Marta Lucía Ramírez e Alejandro Ordóñez, para definir o candidato do grupo à presidência. Em 11 de março de 2018, Duque se sagrou campeão da Consulta com um total de quatro milhões de votos. Marta Ramírez ficou em segundo lugar com um milhão e meio de votos. Alejandro Ordóñez obteve o terceiro lugar com 385 mil votos. Durante seu discurso, Duque anunciou Marta Lucía Ramírez como sua vice-presidente na chapa.
Durante a campanha presidencial de 2018, Duque  acusou seu rival Gustavo Petro de ser apoiador de políticas dos ex-presidentes latino-americanos Fidel Castro e Hugo Chávez, associando a imagem do adversário aos governos de Cuba e da Venezuela.
Vários integrantes do partido Centro Democrático, incluindo-o, têm afirmado que sua gestão estará focada em «vencer a ameaça da esquerda, e combater a miséria que traz o socialismo do século XXI a Colômbia». Afirmando que a possível chegada ao poder de Petro levaria a que a Colômbia se converta numa “segunda Venezuela”.
Por sua vez, vários analistas políticos têm afirmado que ditas declarações fazem parte de uma estratégia política e publicitária para ganhar adeptos por meio do medo e a desinformação sobre as políticas propostas por Petro.
Petro, porém, negou as acusações, fazendo críticas ao Chavismo e a gestão de Hugo Chávez na Venezuela.

### Presidência
Durante seu governo, ocorreu a greve nacional colombiana de 2019 e 2021. Desde que chegou ao poder, com o apoio do empresariado colombiano, Duque enfrentou uma crescente mobilização social, lidando com protestos estudantis e indígenas. A greve geral de 2019 emergiu em um momento de fragilidade política, de um governo que perdeu a maioria no legislativo, somada à desaprovação de 69% e à forçada renúncia do Ministro da Defesa, Guillermo Botero.
Durante sessão no Senado sobre Botero, tomou-se conhecimento de uma operação militar resultante de oito menores mortos, no departamento de Caquetá, contra forças dissidentes das FARC, impulsionando a revolta da população que tomou as ruas. As manifestações tiveram pautas diversas e foram convocadas pelo Comando Nacional Unitário, unindo as principais centrais sindicais e dos trabalhadores, contra várias políticas econômicas, inclusive as reformas que afetam o mercado do trabalho e o sistema previdenciário. No episódio, Duque negou qualquer projeto legislativo para reformas previdenciárias, apesar dos Ministros do Trabalho e Finanças posicionarem-se a favor de reformas nessa seara. 
Em 2021, uma nova greve geral foi convocada contra uma reforma tributária, mas acabaram ampliando a agenda agenda incluindo várias demandas, como pedido de mais empregos; acesso à saúde e à educação; renda básica mínima no período da pandemia; fim do uso do glifosato, utilizado para destruir as plantações de coca; e uma reforma da polícia nacional, controlada pelo Exército.
Após um mês dos protestos, foram registradas dezenas de mortes no embate entre a polícia e os manifestantes, o governo de Iván Duque e os líderes da greve anunciaram um "pré-acordo".
A 26 de junho de 2022, foi agraciado com o grau de Grande-Colar da Ordem do Infante D. Henrique, de Portugal.

## Obra literária
Iván Duque também foi colunista dos diários O Colombiano, Portfolio e O Tempo, da Casa Editorial O Tempo e O País de Espanha. Teve os seguinte livros publicados:
- 2007: Pecados Monetários
- 2010: Maquiavel na Colômbia 19
- 2013: A Economia Laranja: Uma Oportunidade Infinita (Coautor)
- 2015: O Efeito Laranja
- 2017: IndignAction
- 2018: O futuro está no centro